# Takeharu Ishimoto
Takeharu Ishimoto (japanisch 石元 丈晴 Ishimoto Takehara; * 29. Mai 1970 in Nichinan, Präfektur Miyazaki) ist ein japanischer Videospielkomponist und Musiker. Von 1999 bis 2017 arbeitete er bei Square Enix, wo er für die Musik verschiedener Spiele verantwortlich war. Eingestellt wurde er 1999 als Synthesizer-Programmierer für Legend of Mana, seit 2002 arbeitete er als Komponist für Spiele wie World Fantasista und später Spiele aus den Reihen Final Fantasy und Kingdom Hearts. 2017 verließ er Square Enix und arbeitet seither als Freiberufler. Neben seiner Arbeit für Spiele ist er Komponist und Gitarrist der Bands The Death March und SAWA.

## Leben
Ishimoto begann nach eigener Aussage mit der Musik, als er auf dem Land lebte und nichts anderes zu tun hatte. Anfangs arbeitete er als Synthesizer-Programmierer, bevor er schließlich Komponist wurde. Im Jahr 1999 begann er als Komponist an Legend of Mana zu arbeiten, einem Spiel aus der Reihe Seiken Densetsu. Nach einigen weiteren Arbeiten als Synthesizer-Programmierer folgte mit dem PlayStation-2-Fußballspiel World Fantasista das erste Spiel, zu dem er die Musik komponierte. Seit 2004 komponierte er die Musik für Spiele der Final-Fantasy-Reihe, für die er bei Final Fantasy X bereits als Synthesizer-Programmierer tätig gewesen war. Seine letzte Arbeit als Synthesizer-Programmierer war 2005 für Kingdom Hearts II, seitdem war er bei Square Enix ausschließlich als Komponist tätig. Nach seinem Ausstieg bei Square Enix im Jahr 2017 arbeitete er als Freelancer dennoch weiter als Komponist für deren Spiele, wie 2018 Dissidia Final Fantasy NT und 2019 Kingdom Hearts III.
Neben seiner Tätigkeit als Videospielkomponist war Ishimoto unter dem Namen HIZMI Mitglied der japanischen Band SAWA. Die Band hatte er im Oktober 2008 zusammen mit Sawa Kato gegründet, welcher auch einige der Lieder und Texte auf Ishimotos Soundtrack für The World Ends with You geschrieben hatte. 2008 veröffentlichte die Band ihr einziges Album mit dem Titel 333. Nach der Auflösung von SAWA gründete er 2012 die Band The Death March, die Musik aus von Ishimoto komponierten Soundtracks spielt und neu arrangiert.

## Auszeichnungen und Stil
Ishimoto wurde im Jahr 2008 vom IGN als zehnter der Top-Ten-Komponisten von JRPGs (japanische Rollenspiele) genannt. Er komponiert in vielen verschiedenen Genres, darunter Rock, Hip-Hop, Electronica und Pop.

## Werke

### Als Synthesizer-Programmierer
- 1999: Legend of Mana (mit Hidenori Iwasaki, Hirosato Noda und Ryō Yamazaki)
- 2000: Vagrant Story (mit Hidenori Iwasaki und Hirosato Noda)
- 2000: All Star Pro-Wrestling
- 2001: Final Fantasy X (mit Keiji Kawamori und Ryo Yamazaki)
- 2001: All Star Pro-Wrestling II
- 2003: All Star Pro-Wrestling III
- 2004: Kingdom Hearts: Chain of Memories
- 2005: Kingdom Hearts II

### Als Komponist
- 2002: World Fantasista (mit Masayoshi Soken)
- 2004: Before Crisis: Final Fantasy VII
- 2005: Last Order – Final Fantasy VII
- 2007: Monotone
- 2007: The World Ends with You
- 2007: Crisis Core: Final Fantasy VII
- 2008: Dissidia Final Fantasy
- 2010: Kingdom Hearts: Birth by Sleep (mit Yoko Shimomura und Tsuyoshi Sekito)
- 2011: Dissidia 012 Final Fantasy
- 2011: Final Fantasy Type-0
- 2012: Kingdom Hearts 3D: Dream Drop Distance (mit Yoko Shimomura und Tsuyoshi Sekito)
- 2014: Final Fantasy Agito
- 2015: Final Fantasy Type-0 HD
- 2015: Rampage Land Rankers
- 2015: Dissidia Final Fantasy (mit Keiji Kawamori und Tsuyoshi Sekito)
- 2018: Dissidia Final Fantasy NT
- 2019: Kingdom Hearts III (mit Yoko Shimomura und Tsuyoshi Sekito)
- 2021: The World Ends with You: The Animation
- 2021: NEO: The World Ends with You